# Meriola californica
Meriola californica is een spinnensoort uit de familie van de Trachelidae.
De wetenschappelijke naam van de soort werd in 1904 als Trachelas californicus gepubliceerd door Nathan Banks.